# Pewel Wielka
Pewel Wielka – wieś w Polsce, położona w województwie śląskim, w powiecie żywieckim, w gminie Jeleśnia.
Wieś położona jest w dolinie Pewlicy i na zboczach dwóch pasm górskich: Pasma Pewelskiego i Pasma Laskowskiego. Obydwa te pasma, według Jerzego Kondrackiego, autora regionalizacji geograficznej Polski należą do Beskidu Makowskiego.
Integralne części wsi: Adamki, Bigosy, Buławka, Byrtki, Dybczakowie, Garleje, Kowalówka, Kuklówka, Lachy, Łobozówka, Maciejni, Madeje, Marszałki, Mierniccy, Olszówka, Piechówka, Plutowa Polana, Pudówka, Szewcowa Polana, Szewczyki, Szymkowa Polana, Wyczyszczon

## Historia
Pewel Wielka powstała w XVII w. jako osada pasterska na prawie wołoskim. Według "Dziejopisu" wójta żywieckiego Andrzeja Komonieckiego nazwa miejscowości pochodzi od pierwszego osadnika zwanego Pawłem, stąd najpierw Pawła, a następnie Pewel Wielka. 
Miejscowość była związana z działalnością hutniczą i wydobywaniem rudy darniowej do około 1679 roku. Dawniej wieś stanowiła również ośrodek wyrobu gontów, drewnianych zabawek, narzędzi oraz sprzętów rolniczych.
Parafia rzymskokatolicka w Pewli Wielkiej, pod wezwaniem Świętego Maksymiliana Kolbego, została erygowana w 1982 r.
W latach 1954–1960 wieś była siedzibą gromady Pewel Wielka, po jej zniesieniu w gromadzie Jeleśnia. W latach 1975–1998 wieś należała do województwa bielskiego.

## Komunikacja
Przez wieś przebiega linia kolejowa nr. 97 Skawina – Żywiec. Na terenie wsi znajdują się przystanki osobowe: Pewel Wielka i Pewel Wielka Centrum. W 2016 roku ruch kolejowy na tej linii został reaktywowany po dwóch latach od zawieszenia i w rozkładzie jazdy 2016/2017 kursują tędy w piątek i w niedzielę Regio.

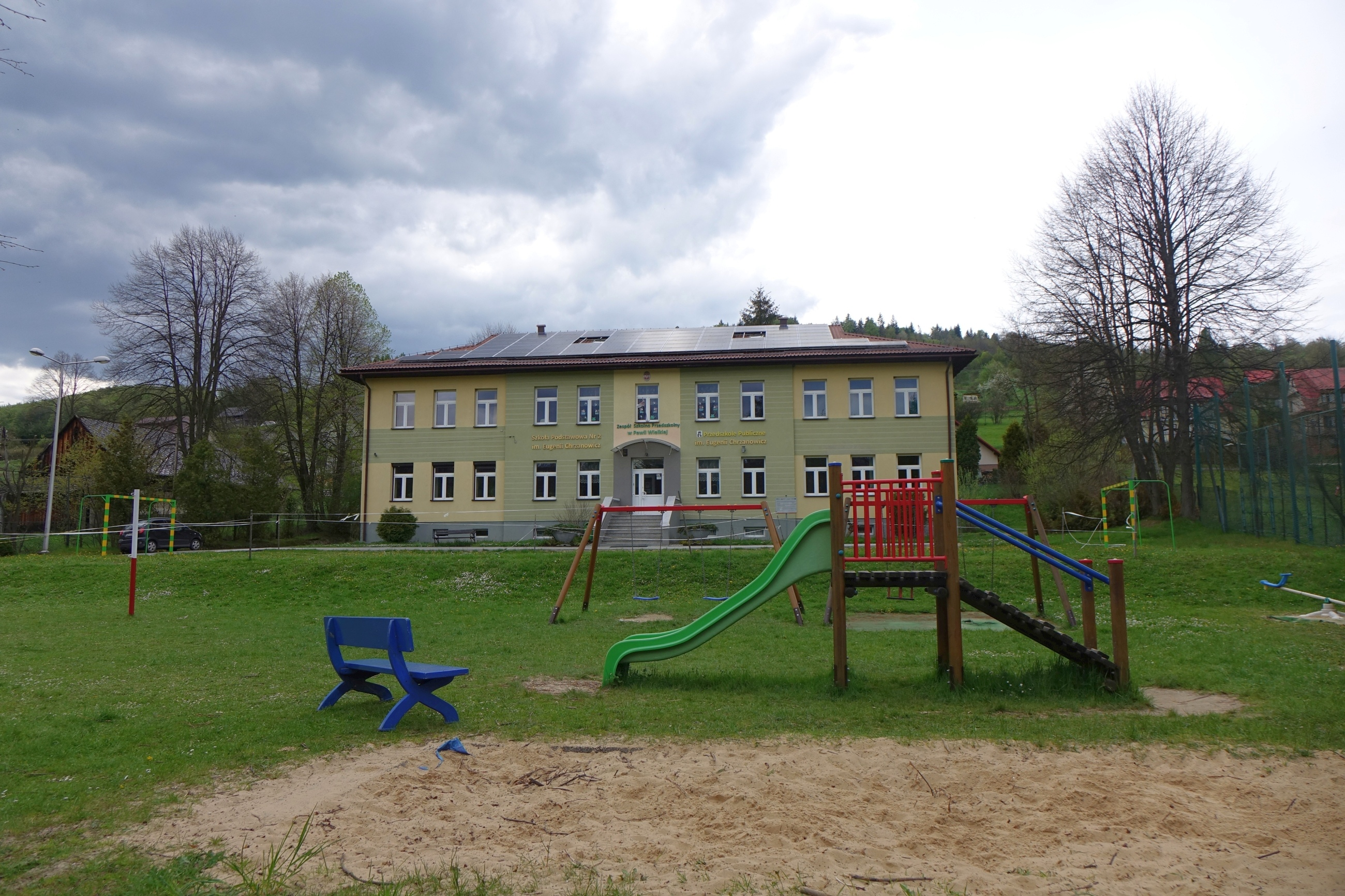
Zespół Szkolno-Przedszkolny im. Eugenii Chrzanowicz
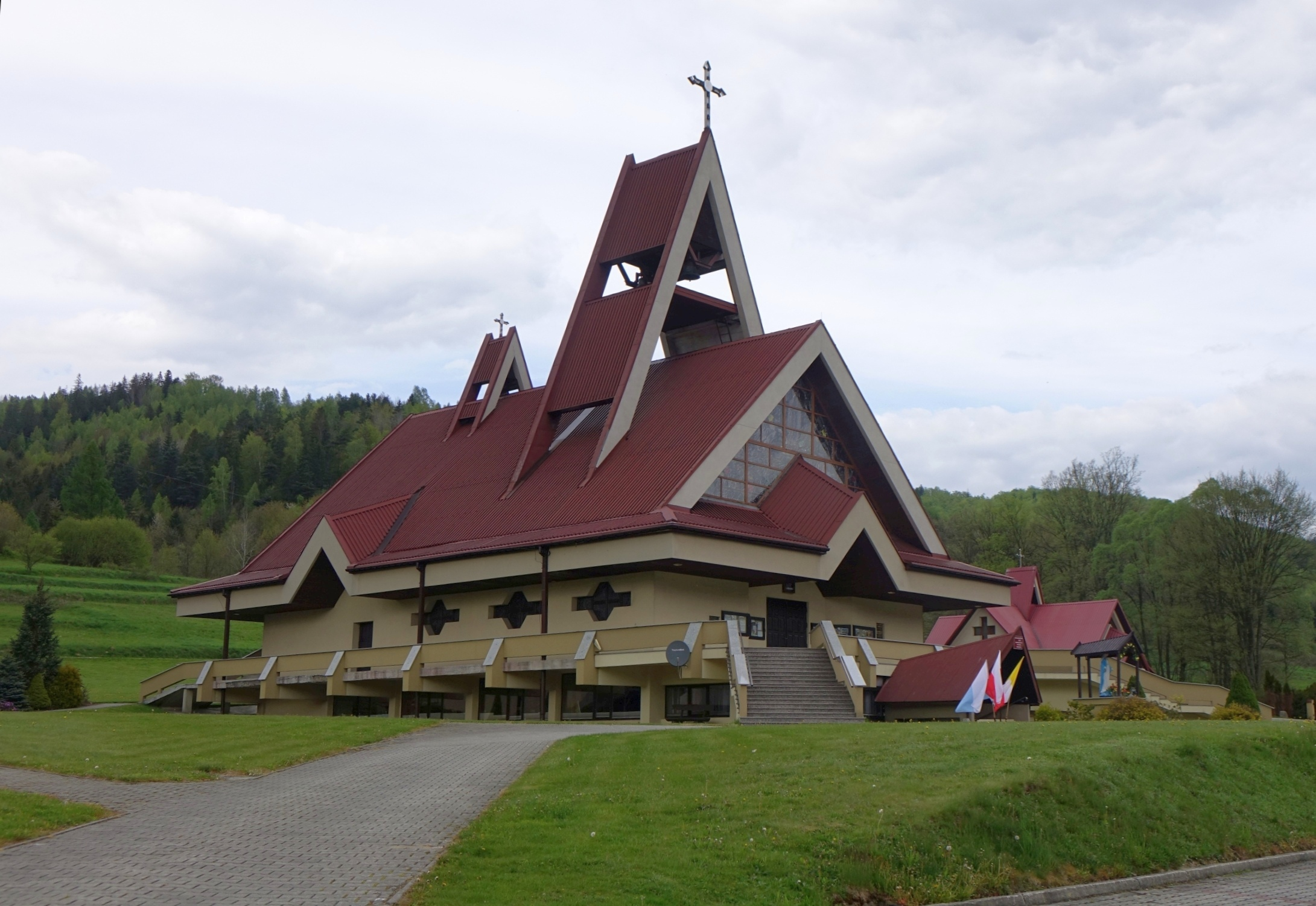
Kościół
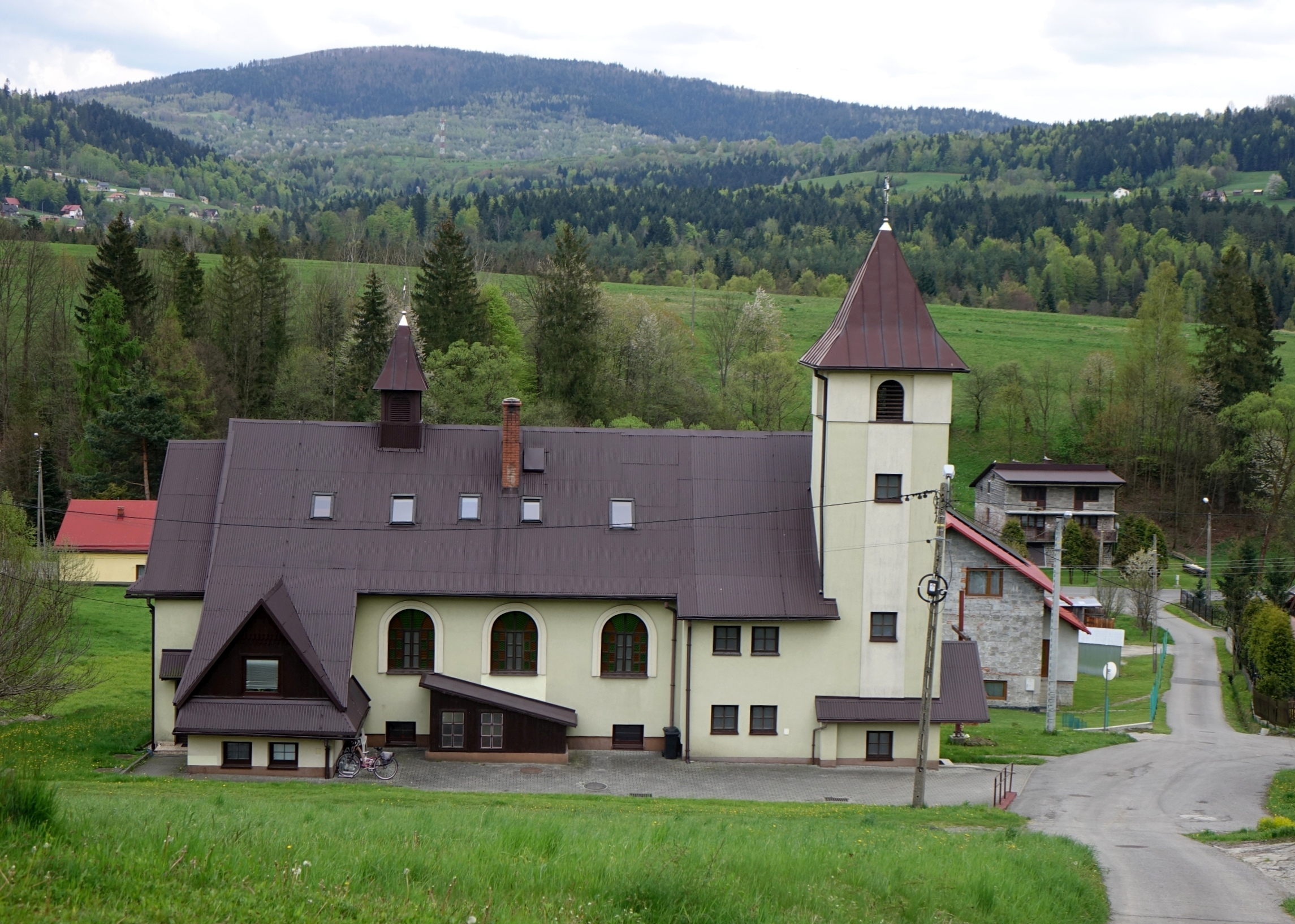
Kaplica w Adamkach